# Abbazia San Salvatore
La abadía de San Salvador (en italiano: Abbazia San Salvatore) es una antigua abadía italiana en la localidad de Abbadia San Salvatore, en la provincia de Siena.

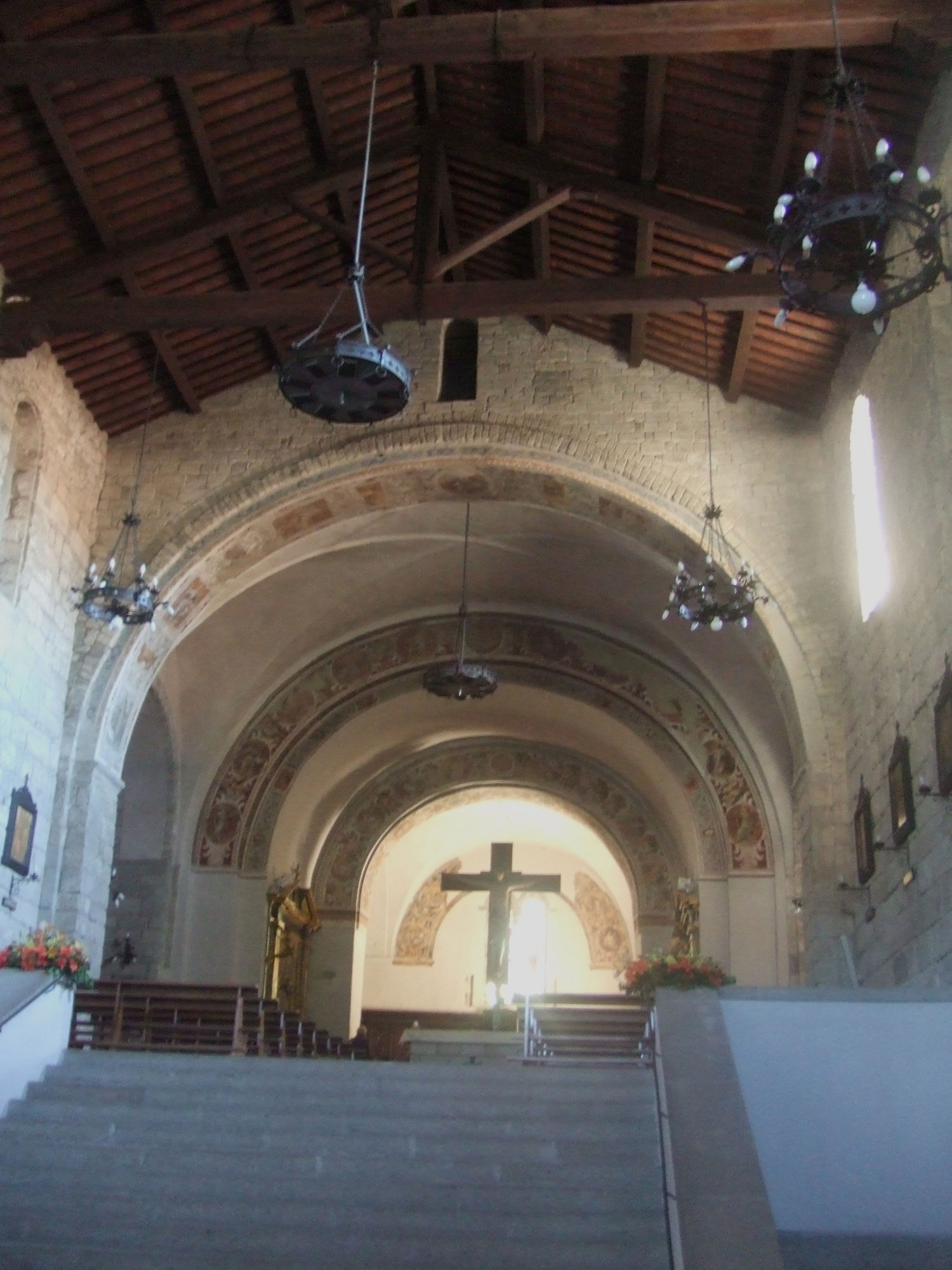
Nave sobreelevada.

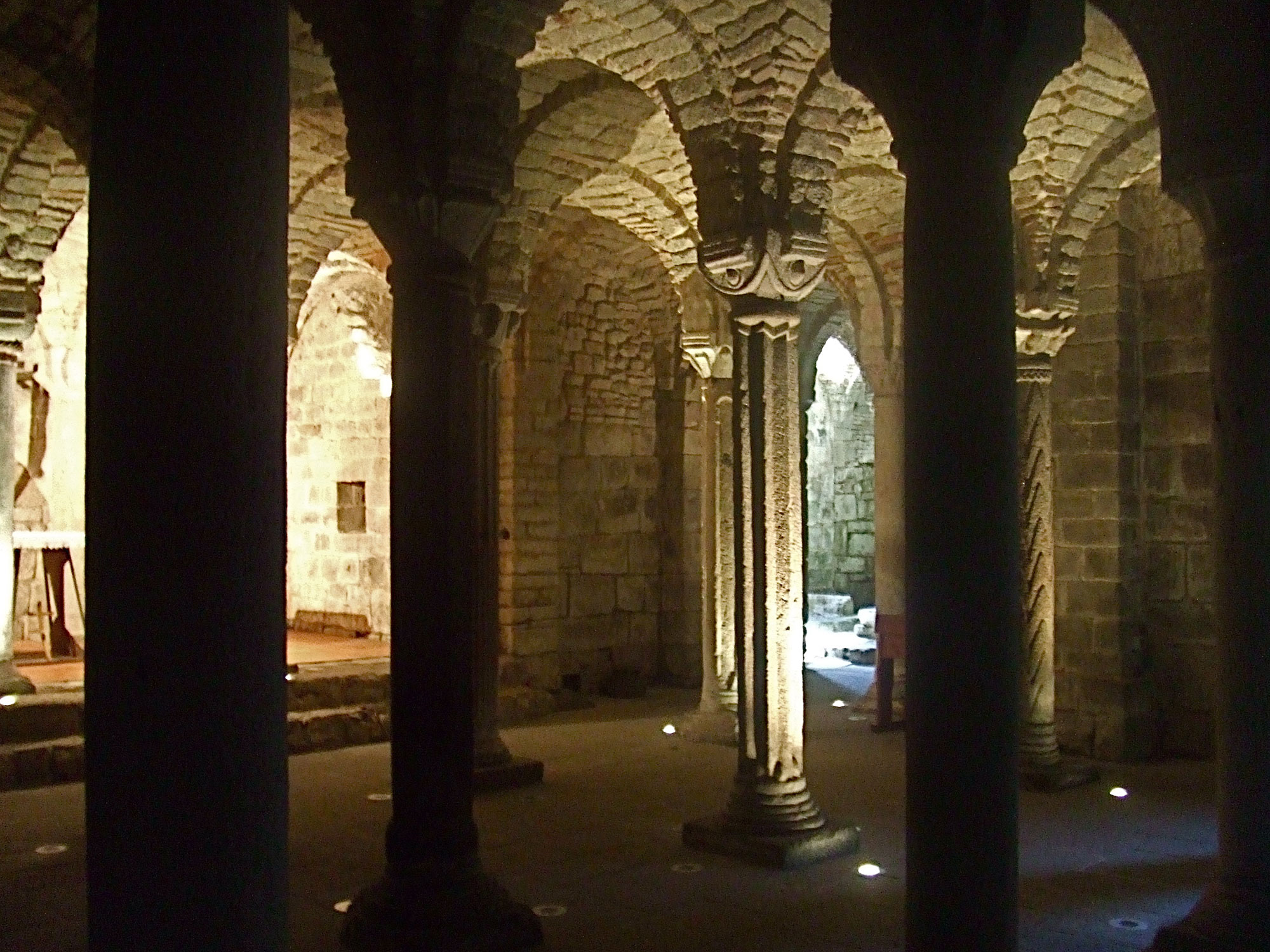
Cripta con columnas.

La tradición cuenta que esta abadía benedictina fue fundada por el duque lombardo Ratchis en el año 762. La abadía tuvo su período de mayor esplendor del siglo  X al XII. Su rango de abadía fue abolido en 1782 y reducido al de iglesia parroquial.
La iglesia, que data de 1035, presenta una fachada alta y estrecha flanqueada por dos torres, la de la derecha inacabada. El estado actual es en parte el resultado de la restauración de los años treinta del siglo XX.
En el interior de la iglesia se conserva una cruz latina un crucifijo de madera policromada de finales del siglo XII y pinturas sobre la leyenda del Duque Ratchis (1652-1653) y el Martirio de San Bartolomé (1694), ambas de Francesco Nasini.
La cripta se caracteriza por la presencia de treinta columnas con sus capiteles, cada una decorada con motivos diferentes, bien geométricos bien zoomórficos.
La abadía albergó durante casi un millar de años el Codex Amiatinus.

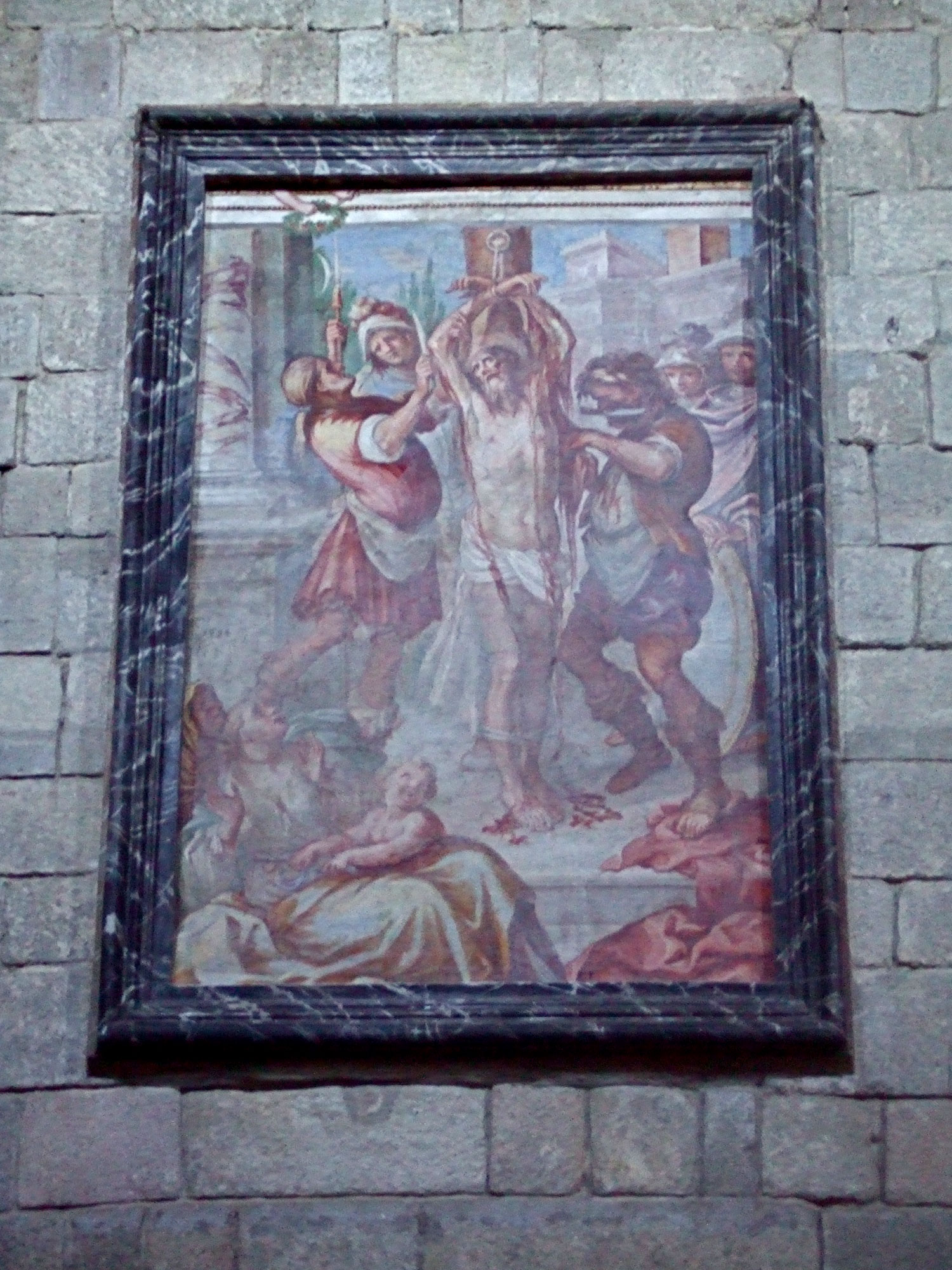
Martirio de San Bartolomé de Francesco Nasini
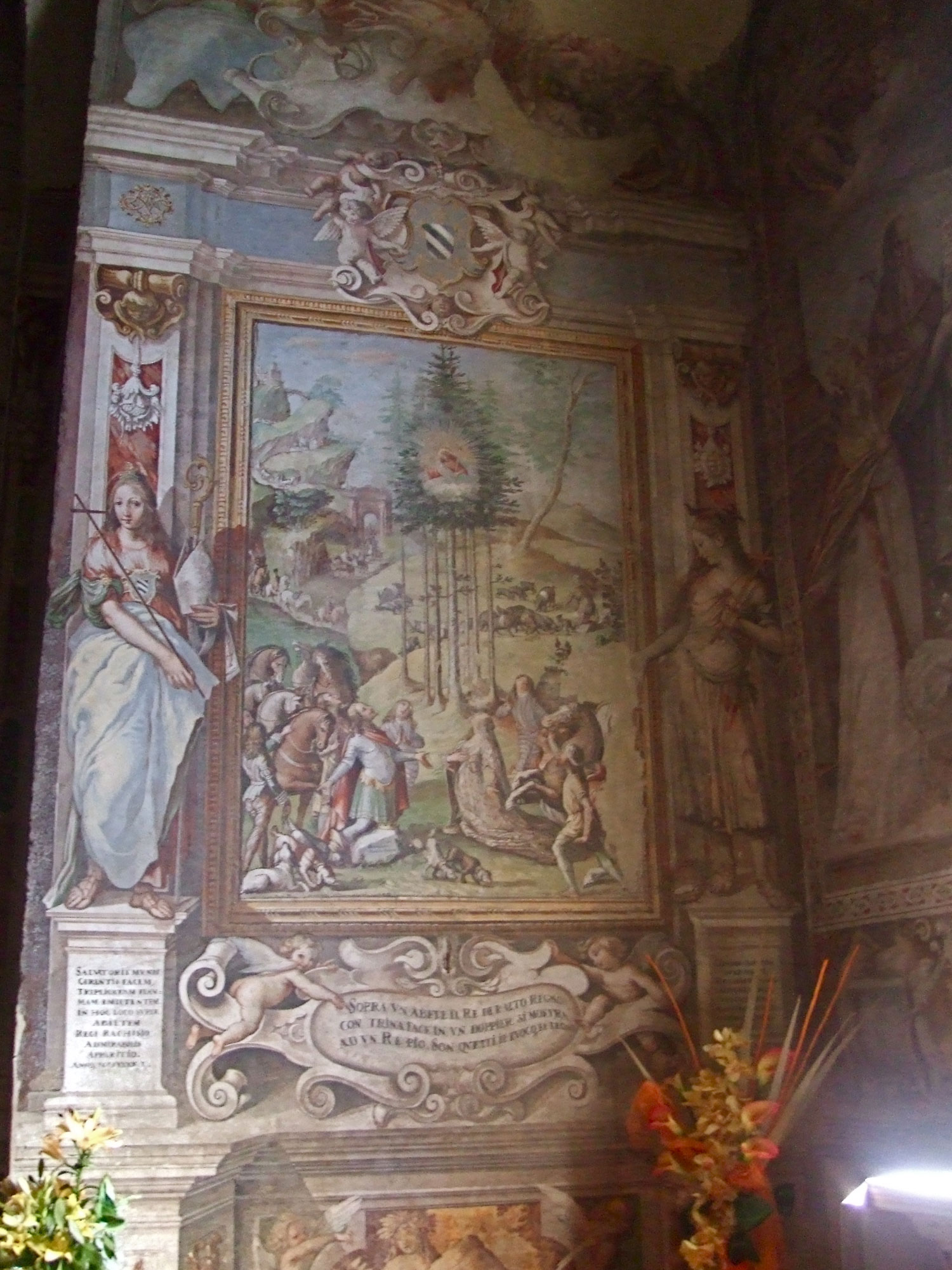
Escena de caza del duque Ratchis de Francesco Nasini

- Datos: Q1511854
- Multimedia: San Salvatore di Monte Amiata / Q1511854